# Mike Kehoe
Michael Leo Kehoe (* 17. ledna 1962 St. Louis, Missouri) je americký politik a člen Republikánské strany, od ledna 2025 guvernér Missouri. 
V letech 2011 až 2018 byl členem státního senátu Missouri, v roce 2015 se stal vůdcem státní senátní většiny. V letech 2018 až 2025 působil jako viceguvernér státu Missouri. V roce 2024 byl zvolen guvernérem Missouri, když porazil kandidátku Demokratů Crystal Quadeovou. Funkce guvernéra státu se ujal v lednu 2025.
Od roku 1989 je ženatý, má čtyři děti. Má celkem pět sourozenců.